# Sonja Aldén
Sonja Annika Maria Aldén (también Sonya, St Albans, Inglaterra, 20 de diciembre de 1977) es una cantante de pop y Schlager sueca.
Sonja Aldén creció en Huddinge ella estudió en Adolf Fredriks musikklasser (Escuela de música de Adolf Fredriks) 1987-1993 y luego en Södra Latins Yrkesmusikerlinje (músicos profesionales latinos Södra) se graduó en 1998. Desde 1994-1999 trabajó en paralelo como maestra de música para jóvenes en el Carte-teatern i Huddinge, después de lo cual fue contratada por Wallmans Salonger en Malmö. En 2001 fue artista invitada en Tommarpsrevyn Flott & Blandat, que se estableció en Östern Tommarp en Österlen, donde estaba cantando y protagonizando la banda soul-funk Starfunk. Ese mismo año Aldén formó el grupo de artistas Invanity junto con Pelle Arhio, Sofia Lindström y Kristian Tåje, artistas con experiencia en los salones de Wallman.
Aldén ganó la final en el concurso nacional de música Schlager Star en 2004, y en los años siguientes Aldén también ha sido popular en la televisión, inicialmente con más frecuencia haciendo presentaciones como corista de Shirley Clamp. En el álbum de Shirley Clamp, Den långsamma blomman de 2004, la canción Du är allt (Todos ustedes) fue escrita por Aldén, y se ha convertido en una canción de boda popular.

## Década del 2000
En el Melodifestival 2005, Shirley Clamp compitió con la contribución Att älska dig (Amarte), cuyo texto escribió con Sonja Aldén. En el Festival de la Canción de Eurovisión 2005, Sonja Aldén cantó junto a Caroline Jönsson como corista en las presentaciones lituanas de Laura & The Lovers con la canción Little By Little, el concurso se realizó en Kiev. La canción quedó en el último lugar en las semifinales con 17 puntos y no pudieron pasar a la final.
En el Melodifestival 2006, Aldén compitió como solista en la segunda competición en Karlstad con la canción Etymon, entonces bajo el nombre de artista Sonya. Allí dijo que estaba satisfecha con el quinto lugar y no pasó a la competencia. En el mismo año, escribió el texto de la contribución de The Poodle Night of Passion, terminando cuarto en la final con 98 puntos. Aldén también cantó su canción en las celebraciones en Medborgarplatsen en Estocolmo al equipo nacional de Suecia de hockey sobre hielo, en mayo del 2006, después de convertirse en campeón del mundo en Letonia.
En el Melodifestival 2007, Aldén participó con la balada För att du finns (Para usted), la pieza fue coescrita junto con Bobby Ljunggren. La canción participó en el concurso en Ornskoldsvik 17 de febrero de 2007 y terminó tercera en la votación, y pasando con éxito esta etapa continuó a la siguiente etapa. Allí en duelo primero se enfrentó a Uno & Irma y luego contra Magnus Uggla. La contribución así procedió a las finales en el Globo, donde terminó en sexto lugar.

## Después del Melodifestival 2007
El 25 de abril de 2007, Sonja Aldén lanzó el álbum Till dig som sålde guld (A usted que vendió el oro). A mediados de 2007, fue al Festival RIX FM y en una gira con Sanna Nielsen y Shirley Clamp, Sommar, sommar, sommar.
En 2007, Sonja Aldén fue seleccionada para "Årets nykomling" en Svensktoppen y allí también, För att du finns (Porque tú existías), fue seleccionada para la canción de este año. En enero de 2008 también ganó el Rockbjörn en la categoría de "artista femenina sueca del año" para 2007. También fue triplicada Grammisominado en las categorías de "artista femenina del año", "recién llegado del año" y "año del año". En 2007, lanzó los sencillos Här står jag (Aquí estoy) y  Det är inte regn som faller (no hay lluvia cayendo). Ese mismo otoño, también compitió con Christer Sjögren.

## Colaboraciones
Aldén escribió la letra de la canción Att älska dig que Shirley Clamp cantaba en Melodifestivalen 2005 y Clamp terminó en el 4º lugar.
En 2006 Aldén compitió en Melodifestivalen con la canción Etymon y terminó en el 5º lugar. También escrito la letra de la canción Night of passion que The Poodles cantaba en Melodifestivalen 2006 y terminó en el 4º lugar.
En 2007 Aldén compitió en Melodifestivalen con la balada För att du finns, que ella escribío con Bobby Ljunggren, y ella terminó en el 6º lugar.
En 2008 Aldén recibió un "rockbjörn".
Aldén compitió Melodifestivalen 2012 con la canción I din himmel.

## Discografía
- Till dig (2007)
- Under mitt tak (2008)
- I gränslandet (2012)
- I andlighetens rum (2013)
- Jul i andlighetens rum (2014)